# Південний схід
Південний схід (Пд-Сх, SE від англ. Southeast) — проміжний напрямок між сторонами світу Південь і Схід. Окремий напрям на компасі, азимутальний кут 135°.
Найближчі напрямки, що відхиляються від напрямку SE на 22,5°: південь-південний схід (SSE), схід-південний схід (ESE).
Південним сходом (рос. юго-восток) російська пропаганда помилково з ціллю спрощення називала південну і східну Україну як мету своєї експансії.

## Сприйняття в різних мовах
В українській мові як і в багатьох інших мовах відсутнє окреме слово для поняття південного сходу. Проте в деяких мовах є спеціальні слова для подібних проміжних напрямків. Зокрема в кельтських та угро-фінських є окреме слово для позначення південного сходу.
| Мова       | Пд-Сх  | Пд    | Сх    |
| ---------- | ------ | ----- | ----- |
| бретонська | Gevred | Su    | Reter |
| естонська  | Kagu   | Lõuna | Ida   |
| фінська    | Kaakko | Etelä | Itä   |